# Antennestelsel
Het Antennestelsel (NGC 4038 en NGC 4039) is een paar van interagerende balkspiraalstelsels in het sterrenbeeld Raaf. Het is 20 tot 25 megaparsec (ca. 65 miljoen lichtjaar) van de Aarde verwijderd en werd op 7 februari 1785 ontdekt door de Duits-Britse astronoom William Herschel.
Door de botsing van beide sterrenstelsel is een groot gebied met interstellair gas van hoge dichtheid ontstaan, waar stervorming plaatsvindt. Dit fenomeen wordt starburst genoemd, en het Antennestelsel doordat dit fenomeen er plaatsvindt een starburststelsel.

## Algemeen

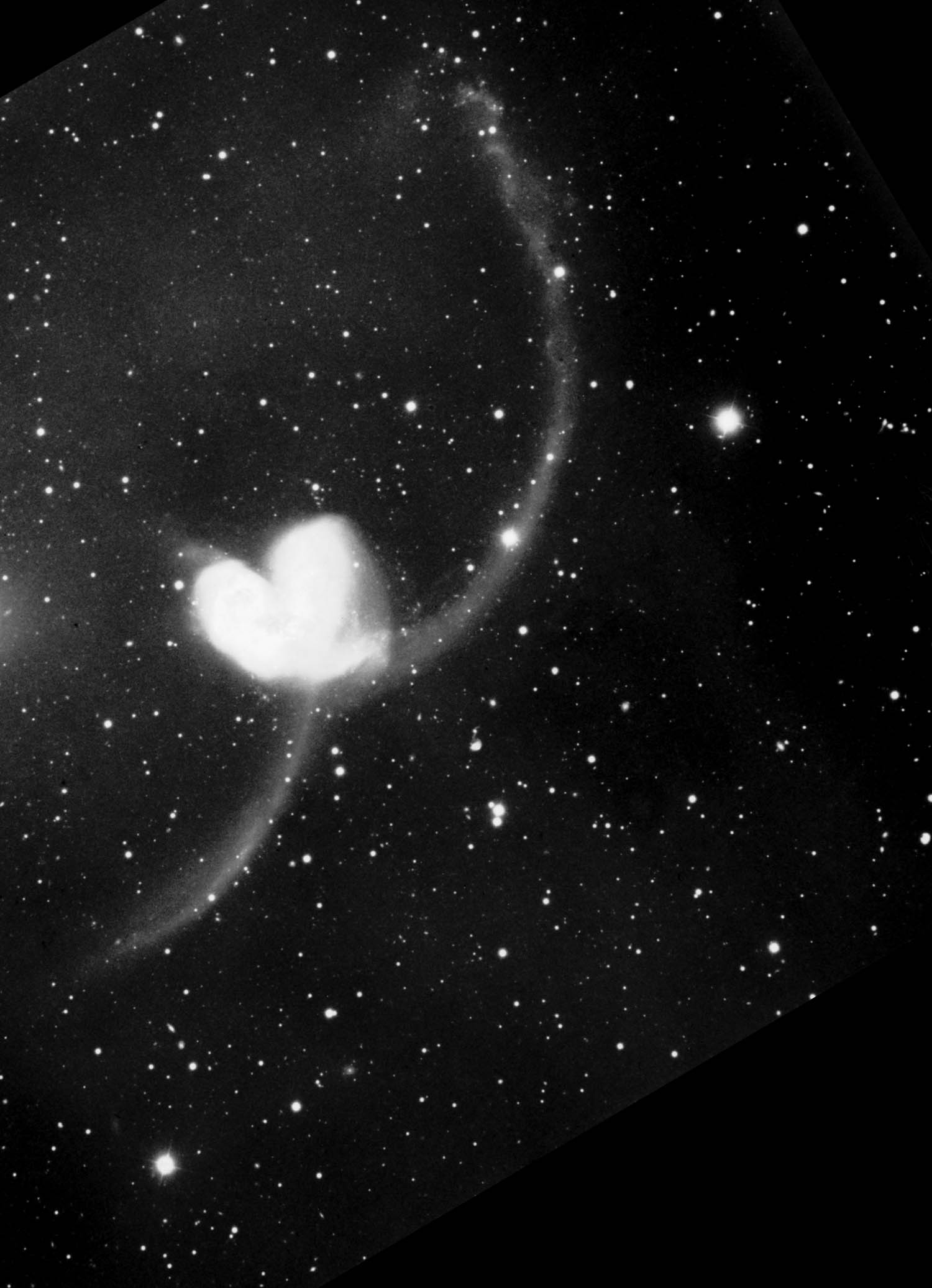
De stelsels met een wijder blikveld bezien, zodat de antennes goed te zien zijn. De 'hartvormige' kern is in de Hubble-opname boven te zien.

De twee sterrenstelsels in het Antennestelsel ondergaan momenteel een galactische botsing. Ze bevinden zich samen met vijf andere sterrenstelsels in de NGC 4038-groep van sterrenstelsels.
Het stelsel dankt zijn naam aan het feit dat beide sterrenstelsels in het Antennestelsel een lange “staart” van sterren en interstellair medium hebben, die doen denken aan de antennes van insecten. Deze antennes ontstaan doordat sterren en interstellair medium uit beide sterrenstelsels worden geduwd door de botsing. Het merendeel van beide sterrenstelsels zal uiteindelijk fuseren tot een nieuw sterrenstelsel.
In de sterrenstelsels zijn twee supernova’s waargenomen: SN 2004GT en SN 2007sr.
Uit analyses van het Chandra X-Ray Observatory is gebeleken dat het Antennestelsel een grote hoeveelheid neon, magnesium en silicium bevat. Deze drie elementen zijn van belang voor de formatie van bewoonbare planeten.

## Geschiedenis
Ongeveer 1,2 miljard jaar geleden waren de twee sterrenstelsels van het Antennestelsel nog afzonderlijke sterrenstelsels. NGC 4038 was een spiraalvormig sterrenstelsel en
NGC 4039 was een balkspiraalstelsel. Ongeveer 900 miljoen jaar geleden begonnen de twee naar elkaar toegetrokken te worden. Circa 600 miljoen jaar geleden kwamen de twee met elkaar in aanraking, waarna 300 miljoen jaar geleden de antennes begonnen te ontstaan.
De verwachting is dat binnen 400 miljoen jaar de kernen van de twee sterrenstelsels volledig gefuseerd zullen zijn. Op basis van berekeningen en computersimulaties is de verwachting dat de sterrenstelsels na de fusie een elliptisch sterrenstelsel zullen worden.

## Synoniemen
Andere aanduidingen voor hetzelfde paar sterrenstelsels:
- GC 2670 / 2671
- Arp 244
- ESO 572-47 / 572-48
- H 4.28.1 / 4.28.2
- h 1052 / 1053
- MCG -03-31-014 / -03-31-015
- PGC 37967 / 37969
- UGC UGCA 264 / 265
- VV 245